# Янковиці (Кентшинський повіт)
Янковиці (пол. Jankowice, нім. Jankenwalde) — село в Польщі, у гміні Сроково Кентшинського повіту Вармінсько-Мазурського воєводства.
Населення — 84 особи (2011).
У 1975-1998 роках село належало до Ольштинського воєводства.

## Демографія
Демографічна структура станом на 31 березня 2011 року:
|          | Загалом | Допрацездатний вік | Працездатний вік | Постпрацездатний вік |
| -------- | ------- | ------------------ | ---------------- | -------------------- |
| Чоловіки | 45      | 12                 | 30               | 3                    |
| Жінки    | 39      | 8                  | 25               | 6                    |
| Разом    | 84      | 20                 | 55               | 9                    |